# Джуніата Тауншип (округ Блер, Пенсільванія)
Джуніата Тауншип (англ. Juniata Township) — селище (англ. township) в США, в окрузі Блер штату Пенсільванія. Населення — 968 осіб (2020).

## Демографія
Згідно з переписом 2010 року, у селищі мешкало 1112 осіб у 426 домогосподарствах у складі 323 родин. Було 474 помешкання
Расовий склад населення:
| - 98,2 % — білих - 0,4 % — чорних або афроамериканців - 0,3 % — азіатів |

До двох чи більше рас належало 1,1 %. Частка іспаномовних становила 0,5 % від усіх жителів.
За віковим діапазоном населення розподілялося таким чином: 23,8 % — особи молодші 18 років, 61,3 % — особи у віці 18—64 років, 14,9 % — особи у віці 65 років та старші. Медіана віку мешканця становила 42,9 року. На 100 осіб жіночої статі у селищі припадало 104,0 чоловіків;  на 100 жінок у віці від 18 років та старших — 100,7 чоловіків також старших 18 років.
Середній дохід на одне домашнє господарство  становив 63 647 доларів США (медіана — 47 361), а середній дохід на одну сім'ю — 75 419 доларів (медіана — 62 604). Медіана доходів становила 40 809 доларів для чоловіків та 32 404 долари для жінок. За межею бідності перебувало 6,7 % осіб, у тому числі 9,0 % дітей у віці до 18 років та 2,8 % осіб у віці 65 років та старших.
Цивільне працевлаштоване населення становило 577 осіб. Основні галузі зайнятості: освіта, охорона здоров'я та соціальна допомога — 29,6 %, виробництво — 16,3 %, будівництво — 9,9 %, роздрібна торгівля — 8,7 %.